# Strada Statale 125 Orientale Sarda
Die SS 125 Orientale Sarda ist eine der wichtigsten und längsten Staatsstraßen auf Sardinien. Sie führt von der Regionalhauptstadt Cagliari im Süden entlang der Ostküste über Muravera, Tortolì (Flughafen), Baunei, Dorgali und Orosei nach Olbia (Flughafen) und weiter nach Palau an der Costa Smeralda im Nordosten der Insel. Es handelt sich um eine von der ANAS betriebene, zunehmend autobahnähnliche Straße. An dem Ausbau der wichtigen Verkehrsachse wird seit etlichen Jahren gearbeitet. Zahlreiche Orte erhielten eine Ortsumgehung, weswegen mehrere kürzere Abschnitte der ursprünglichen Strecke zu Provinz- oder Gemeindestraßen herabgestuft wurden.
Die bei Quartuccio von der Umfahrung Cagliaris (SS 554) abzweigende SS 125 führt direkt in Richtung Nordosten nach Muravera. Eine Variante, SS 125var genannt, führt hingegen von Quartuccio in Richtung Villasimius nach Südosten und bleibt näher an der Küste, um sich dann ebenfalls in Richtung Norden über Costa Rei der SS 125 anzuschließen.

## Weblinks

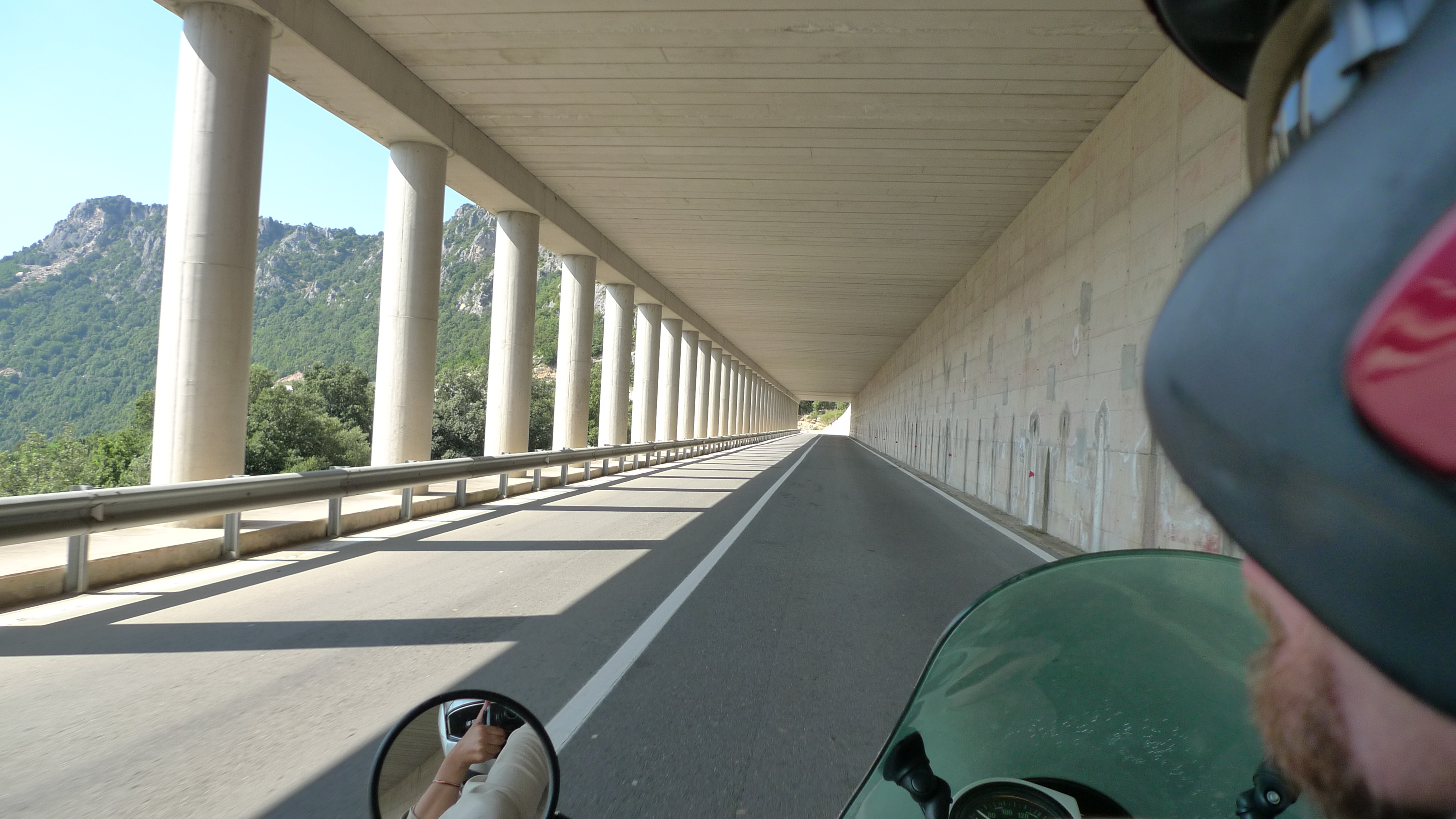
Die SS 125 Orientale Sarda